# Mrs. Miniver
Mrs. Miniver är en amerikansk dramafilm från 1942 i regi av William Wyler. Titelrollen spelas av Greer Garson. Den producerades som en propagandafilm med siktet inställt på att stoppa den amerikanska isoleringen från andra världskriget och baserades på en uppdiktad hemmafru skapad av Jan Struther år 1937 för en serie tidningskolumner kallade "Mrs. Miniver". Filmen vann sex Oscars, bland annat för bästa film, bästa kvinnliga huvudroll och bästa regi.

## Bakgrund
Filmadaptionen av Mrs. Miniver producerades av MGM år 1942. Under inflytandet av det amerikanska U.S. Office of War Information försökte filmen underminera Hollywoods förkrigstidsskildring av Storbritannien som en glamorös bastion av sociala privilegier, anakronistiskt beteende och snobberi till förmån för mer demokratiska och moderna bilder. I det avseendet tonades den sociala statusen Miniverfamiljen åtnjöt i den tryckta versionen ned och uppmärksamheten riktades istället mot urholkandet av klassbarriärerna under trycket som uppstår i krigstid. 
Filmen överträffade alla förväntningar och biljettintäkterna uppgick till 5 358 000 dollar i Nordamerika (de högsta för någon MGM-film vid den tiden) och 3 520 000 dollar i övriga världen. I Storbritannien titulerades den som den mest sedda filmen 1942. 555 av de 592 tillfrågade filmkritikerna i den amerikanska filmtidningen Film Daily ansåg den vara 1942 års bästa film.

## Handling
Även om hon inte är lika "socialt privilegierad" som i boken, presenteras Mrs. Kay Miniver (Greer Garson) i filmversionen fortfarande som levandes ett förhållandevis komfortabelt liv i ett hus kallat "Starlings" i en by utanför London. Huset har en stor trädgård, med ett privat flottbrygga på Themsen.
Hennes make Clem (kanadafödde skådespelaren Walter Pidgeon) är en framgångsrik engelsk arkitekt (trots hans nordamerikanska accent). De har tre barn: de lite yngre Toby och Judy (Christopher Severn och Clare Sandars), och en äldre son, Vin (Richard Ney), som går på universitetet. De har inneboende hemhjälp: husan Gladys (Brenda Forbes) och kokerskan Ada (Marie De Becker).
Då andra världskriget hotar i bakgrunden kommer Vin hem från universitetet och möter Carol Beldon (Teresa Wright), sondotter till den aristokratiske Lady Beldon (Dame May Whitty) från den närbelägna Beldon Hall. Trots inledande motsättningar, som kontrasten mellan Vins idealistiska attityd till klasskillnader och Carols praktiska altruism, blir de kära: Vin friar till Carol vid middagstid efter att hans yngre bror Toby pinsamt låtit sig undfalla att han borde göra det om de var kära. De gifter sig så småningom. Emedan kriget kommer närmare hemmet känner Vin att han måste göra sin plikt, går med i RAF som pilot, och får när han kvalificerat sig befattning vid en bas i närheten av sina föräldrars hem.
Clem använder sin motorbåt för att assistera i evakueringen av Dunkirk. Familjescener från en lufträd visas, där Mr. Foley (Reginald Owen), butiksägaren och hemskyddsombudet, råder dem att dra för sina gardiner; och de visas i sitt egenhändigt byggda skyddsrum i trädgården. Kay, som lämnats ensam i huset, hittar en skadad tysk pilot (Helmut Dantine) i sin trädgård. Hon ger honom mat och desarmerar honom sedan lugnt och ringer polisen.
Efter blomfestivalens tävling, i vilken stationsföreståndarens (Henry Travers) ros kallad 'Mrs. Miniver' vinner över Lady Beldons ros, kör Kay tillsammans med Carol Vin till hans skvadron just som en luftattack börjar. På vägen hem stannar Kay bilen: Carol är skadad efter en attack från ett tyskt plan, och hon dör bara minuter efter att de kommit hem. Lokalinvånarna samlas i den svårt sargade kyrkan där deras präst (Henry Wilcoxon) intygar deras övertygelse i en kraftfull predikan.
Församlingen står enade och sjunger "Onward, Christian Soldiers" för full hals, medan flygplan efter flygplan syns genom det gapande hålet i den utbombade kyrkan i V-formation.
Wilcoxon och regissören William Wyler skrev och skrev om den upplästa predikan/talet natten innan sekvensen filmades – som fick sådant inflytande att det användes av president Roosevelt som en moraluppbyggare och delar av det användes som bas för flygblad som skrevs på olika språk och släpptes över ockuperade territorium.

## Rollista i urval
- Greer Garson som Mrs. Miniver
- Walter Pidgeon som Clem Miniver
- Teresa Wright som Carol Beldon
- Dame May Whitty som Lady Beldon
- Reginald Owen som Foley
- Henry Travers som Mr. Ballard
- Richard Ney som Vin Miniver
- Henry Wilcoxon som präst
- Christopher Severn som Toby Miniver
- Brenda Forbes som Gladys - husa
- Clare Sandars som Judy Miniver
- Marie De Becker som Ada, kokerska
- Helmut Dantine som tysk stridspilot
- John Abbott som Fred
- Connie Leon som Simpson